# Decisioni di Pisino
Le decisioni di Pisino o decisioni di settembre (in croato Pazinske odluke o Rujanske odluke) sono decisioni manifeste del Comitato nazionale di liberazione per l'Istria adottate a Pisino il 13 settembre 1943 e dal Parlamento dei rappresentanti del popolo istriano del 26 settembre 1943  per proclamare unilateralmente l'annessione dell'Istria alla Repubblica Socialista di Croazia e alla Jugoslavia.
All'epoca la penisola istriana era divisa tra provincia di Pola e provincia di Fiume ed era stata annessa al Regno d'Italia dopo il Trattato di Saint-Germain-en-Laye del 10 settembre 1919 ed entrato in vigore il 16 luglio 1920.
Entrambe le decisioni furono prese a Pisino perché Pola era ancora in mano italiana.

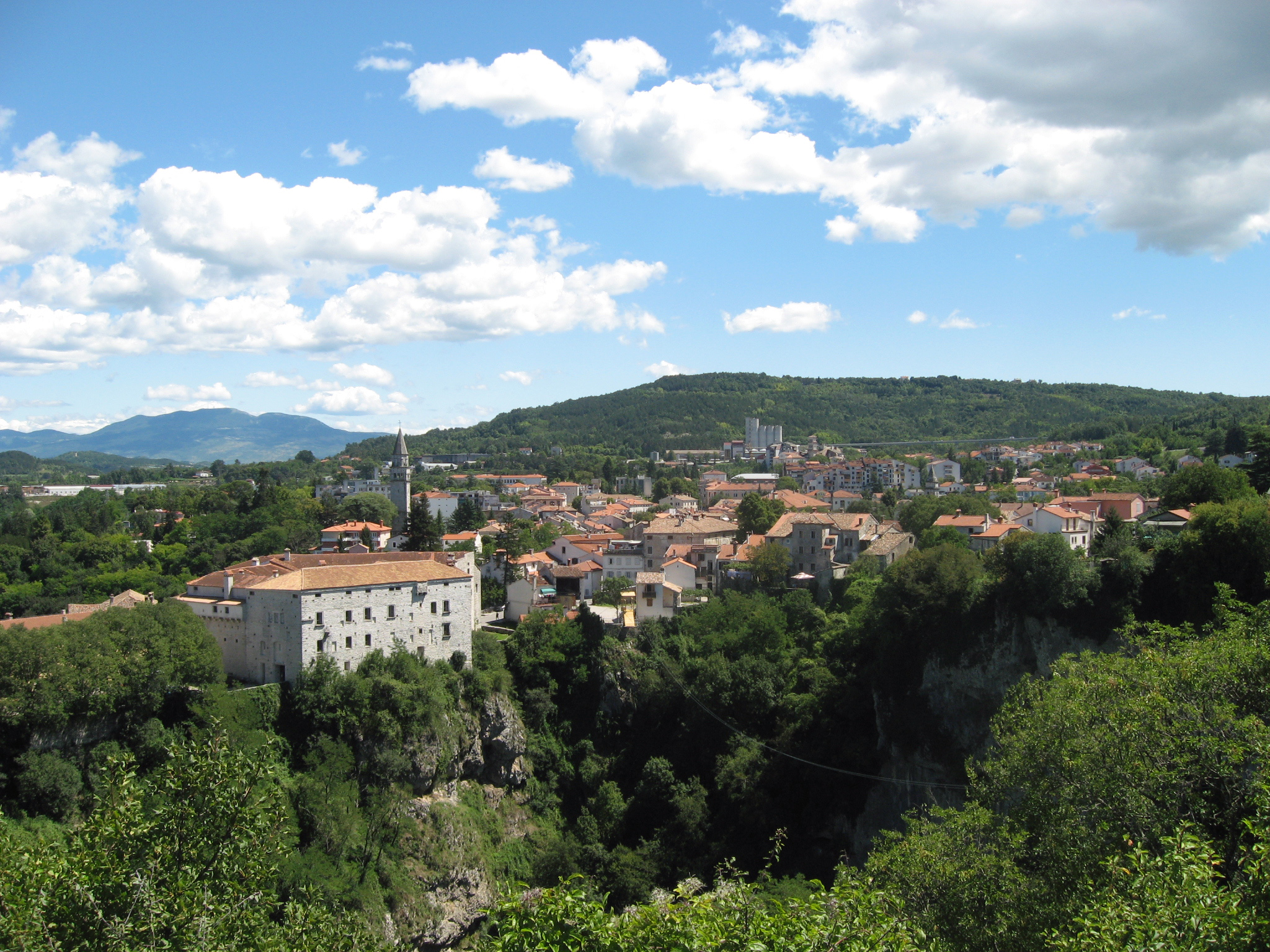
La città di Pisino quasi al centro dell'Istria fu occupata dai partigiani titini dal 12 settembre al 5 ottobre 1943.

## Decisione del 13 settembre
Dopo l'armistizio dell'8 settembre 1943, la cui notizia arrivò nel tardo pomeriggio dello stesso giorno, gli insorti istriani cominciarono a rimuovere i simboli fascisti dagli edifici pubblici. Il giorno successivo, il 9 settembre, iniziò una rivolta generale della popolazione dell'Istria e nei giorni successivi furono disarmati circa 8.600 soldati italiani, a cui si sarebbero aggiunte unità di carabinieri e fascisti. Circa 10.000 istriani erano sotto le armi e l'11 settembre quasi tutta la penisola fu occupata dai titini ad eccezione di Pola, Fasana, le isole Brioni e Dignano. Gli insorti del territorio dell'Istria meridionale occupano anche Isola d'Istria e Capodistria nella odierna parte slovena dell'Istria e incomincia una rivolta nei pressi di Trieste.
In tali circostanze, il 13 settembre 1943, un incontro fu presieduto dall'antifascista parenzano Joakim Rakovac. Immediatamente dopo il suo discorso di benvenuto, il partigiano pisinota Ljubo Drndic lesse l'annuncio del Consiglio provinciale dell'Istria, detentore di un nuovo governo sull'adesione al paese e sulla proclamazione dell'unificazione con la Croazia socialista. Un proclama, definito del Popolo istriano, afferma che l'Istria fu liberata dal potere delle proprie armi e dall'adesione volontaria di massa alle unità partigiane e dalla volontà del popolo. Il proclama afferma che l'Istria è un paese croato e che la Croazia rimarrà, e segna la fine del dominio fascista e italiano in Istria, il cambiamento di sistema e l'inizio dell'azione legale del nuovo potere esecutivo del popolo.
La decisione del 13 settembre del Consiglio provinciale antifascista di liberazione nazionale della Croazia (ZAVNOH) è la seguente:
Seguendo l'esempio dei vostri fratelli in Croazia e in tutta la Jugoslavia anche voi istriani, soli con la propria forza, combattete per la liberazione della vostra terra natia. Grandi sono i successi che avete finora ottenuto. Con la vostra volontà l'Istria è annessa alla Croazia.
Tuttavia non dimenticate che la lotta non è ancora finita. Il nostro nemico germanico non è ancora battuto. Nell'Istria può saccheggiare, devastare e strapparci la libertà raggiunta. Parti dell'Istria sono ancora sempre nelle sue mani. I fascisti italiani ancora sempre si appoggiano ai tedeschi. Essi insistono per cacciarci il coltello sulla schiena.
Perciò è necessario combattere! Combattere possiamo, soltanto se stiamo uniti e militarmente organizzati. Tutti senza distinzione di fede politica e condizione sociale, dobbiamo strettamente unirci in un unico fronte nazionale di liberazione, creare in tutti i luoghi e villaggi Comitati nazionali di liberazione e raccoglierci attorno l'unica rappresentanza politica della nostra nazione, il Consiglio provinciale antifascista di liberazione nazionale della Croazia (ZAVNOH).
Per poter opporre al nemico la massima resistenza, liberare completamente l'Istria e unire il popolo istriano agli altri fratelli croati e jugoslavi, è necessario creare forti e bene organizzate unità dell'armata nazionale di liberazione.
Lo Stato maggiore dell'armata nazionale di liberazione della Croazia, allo scopo di aiutare l'Istria a creare la sua armata, ha installato sul territorio dell'Istria croata il Comando di operazioni per l'Istria. Lo Stato Maggiore ha inviato anche il numero occorrente di dirigenti politici e militari, i quali lottano già da due anni contro lo stesso nemico e i quali vi saranno d'aiuto. Abbiate fiducia in essi, avendo essi ottenuto grande successi nella lotta libertà del nostro popolo.
Istriani: la riscossa nazionale in Istria ha già dato le prime squadre e battaglioni. È stata istituita la prima brigata istriana che porta il nome del vostro eroe e martire nazionale Vladimir Gortan. Già si creano la seconda brigata istriana e i Comitati direttivi dei partigiani. Il nemico già si sfascia. I fratelli dell'armata rossa gli infliggono colpi mortali. I nostri alleati Inghilterra e America anch'essi colpiscono gravemente.
Noi vinceremo, noi dobbiamo vincere. Istriani. entrate tutti nell'armata nazionale di liberazione! L'Istria non sarà mai più italiana! Gloria a Vladimir Gortan e a tutti i martiri caduti per la libertà dell'Istria! - Viva l'Istria libera e croata! - Viva l'armata nazionale di liberazione e i reparti partigiani di Jugoslavia! Viva il ZAVNOH! - Viva la prima brigata istriana Vladimir Gortan! Viva il Comandante in capo N.O.V. e P.O.J. compagno Tito! Viva l'amica Russia! - Viva i nostri alleati Inghilterra e America! - Avanti nella lotta per l'Istria libera! - Morte al fascismo! Libertà al popolo!»

## Decisione del 26 settembre

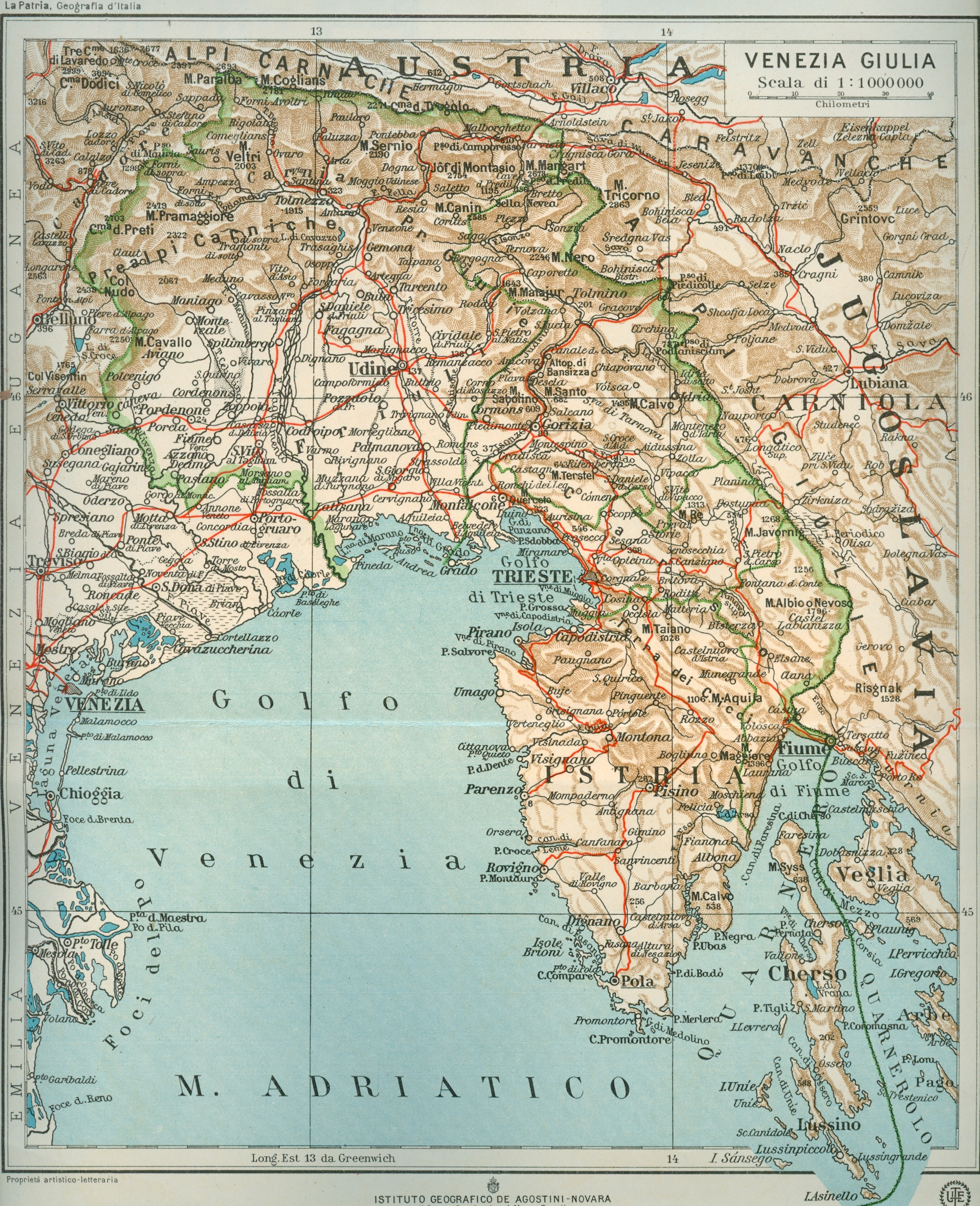
La Venezia Giulia all'interno dell'opera enciclopedica La Patria pubblicata sotto gli auspici della Reale Società Geografica Italiana (1928)

Dopo la rivolta generale in Istria, il 19 settembre 1943 lo stato maggiore dell'Esercito Popolare di Liberazione della Jugoslavia della Croazia decise di istituire il nucleo operativo della sede centrale per l'Istria. Savo Vukelic fu nominato comandante e Jozo Skocilić fu commissario. Come sede operativa venne scelto Pisino il 23 settembre 1943. Dopo aver appreso delle decisioni del NOC distrettuale per l'Istria dal 13 settembre a Otočac, che ospitava ZAVNOH e il quartier generale croato, il 20 settembre 1943 fu convocata una sessione della Presidenza e del Comitato esecutivo di ZAVNOH, a conferma della decisione del NOC distrettuale per l'Istria, ha adottato la decisione relativa all'annessione dell'Istria, di Fiume, di Zara e di altre zone occupate alla Croazia. ZAVNOH mandò immediatamente il suo inviato, Jakov Blažević, in Istria.
Il 25 e 26 settembre, si tenne a Pisino il parlamento dei rappresentanti del popolo istriano, e viene eletto un Comitato provinciale di liberazione popolare provvisorio per l'Istria formato  una direzione con 3 membri, un comitato di 10 membri e 15 consultori tra cui Ivan Motika qualificato come "giudice", e di confermare la decisione dell'annessione dell'Istria, di Fiume, di Zara e di altri regioni occupate della Croazia. Vengono anche prese decisioni per abolire le leggi fasciste italiane, per far tornare nella forma originale i  nomi e toponimi italianizzati, per aprire scuole croate, per riammettere la lingua croata nella chiesa, per riconoscere i diritti nazionali degli italiani in Istria e il ritorno in Italia degli italiani immigrati dopo il 1918. Agli italiani viene riconosciuto il diritto di usare la propria lingua in chiesa; inoltre si annuncia che "la minoranza italiana in Istria godrà di tutti i diritti nazionali." Tuttavia, come detto, vengono "abolite tutte le leggi italiane fasciste le quali, sia politiche che economico-sociali, avevano per scopo la snazionalizzazione e lo sterminio del [popolo istriano]". Il 20 settembre 1943, la decisione sull'annessione dell'Istria, di Zara e di tutte le parti occupate sopra menzionate fu comunicata in Croazia e confermata in ottobre dalla seconda sessione ZAVNOH a Plaški e dall'AVNOJ alla sua seconda sessione a Jajce in Bosnia-Erzegovina.
Le decisioni del 26 settembre 1943, menzionano il nome di Jugoslavia, che è assente in una precedente decisione del 13 settembre 1943.
Ecco la decisione del 26 settembre:
Salutano con entusiasmo lo storico atto del 13 settembre 1943 riguardo al distacco dell'Istria dall'Italia e alla sua unione alla madrepatria Croazia e Jugoslavia.
Prendono le seguenti unanimi decisioni:
1. Sono abolite tutte le leggi italiane fasciste le quali, sia politiche che economico-sociali, avevano per scopo la snazionalizzazione e lo sterminio del nostro popolo.
2. Tutti gli italiani, venuti dopo il 1918 in Istria allo scopo di snazionalizzare e impoverire il nostro popolo, verranno restituiti all'Italia. In singoli casi deciderà un'apposita Commissione.
3. La minoranza italiana in Istria godrà di tutti i diritti nazionali (libertà di lingua, scuola, stampa e libertà di sviluppo culturale).
4. Tutti i nomi forzatamente italianizzati, i nomi delle città, dei villaggi, delle vie e in generale tutte le denominazioni e iscrizioni forzatamente italianizzate verranno sostituiti dai vecchi nomi croati.
5. La lingua della chiesa sarà il croato, alla minoranza italiana si riconosce il diritto  di usare la propria lingua.
6. Le scuole croate verranno aperte nel minor tempo possibile.
7. Tutti gli istriani sono chiamati a rispondere alla chiamata di mobilitazione nel N.O.V. nonché ad aderire subito alla raccolta dei mezzi per la nostra armata nazionale.
8. Il ZAVNOH ha istituito un prestito per l'assistenza ai danneggiati dalla lotta di liberazione nazionale: si invitano tutti gli istriani a sottoscrivere ognuno, secondo le sue possibilità, tale prestito di liberazione nazionale.
9. È stato eletto il Comitato provinciale esecutivo provvisorio di liberazione nazionale quale unica vera rappresentanza politica del popolo istriano, con l'intento di condurre nella lotta tutto il popolo istriano, fino alla sua completa liberazione.
I rappresentanti nazionali hanno indirizzato all'Assemblea il loro saluto all'unica vera rappresentanza del popolo croato, il ZAVNOH, e al Comandante in capo N.O.V. della Jugoslavia compagno Tito.
Morte al fascismo e libertà al popolo!
Nella libera Pisino, in data 26 settembre 1943.»

## Avvenimenti successivi
L'occupazione titina di parte della penisola cominciata il giorno dell'armistizio terminò dopo soli 27 giorni, quando cominciò l'occupazione tedesca della penisola con l'operazione Nubifragio e l'istituzione della Zona d'operazioni del Litorale adriatico; ad inizio aprile del 1945 cominciò l'Occupazione jugoslava dell'Istria e della Venezia Giulia che venne completamente occupata dai titini nei primi di maggio del 1945, poi dopo l'istituzione della Linea Morgan il 9 giugno, entrata in vigore tre giorni dopo, la penisola divenne territorio occupato dall'Armata Popolare Jugoslava.
Con il Trattato di Parigi fra l'Italia e le potenze alleate del 10 febbraio 1947, entrato in vigore il 15 settembre dello stesso anno, gran parte dell'Istria passò ufficialmente sotto amministrazione civile e militare jugoslava e venne creato il Territorio Libero di Trieste con la zona A sotto amministrazione alleata e zona B che comprendeva una parte di Istria che era sotto amministrazione militare e civile jugoslava ma non era parte della Jugoslavia.
Con il Memorandum di Londra del 5 ottobre 1954, entrato in vigore il 26 dello stesso mese, la zona A venne annessa all'Italia e diventò la provincia di Trieste, mentre la zona B comprendente l'Istria nord-occidentale venne annessa alla Jugoslavia ma solo con il Trattato di Osimo del 10 novembre 1975, entrato in vigore l'11 ottobre 1977, quasi tutta l'Istria diventò ufficialmente jugoslava dopo quasi 32 anni dalla definitiva occupazione jugoslava e a quasi 34 anni dalle decisioni di Pisino.

## Commemorazioni
Il giorno della Decisione di Pisino del 26 settembre 1943 è una festività civile nazionale croata del Giorno della decisione dell'unificazione dell'Istria, Fiume, Zara e delle isole con la madrepatria della Croazia, celebrata il 25 settembre di ogni anno in ricordo del giorno dalla riunione dell'assemblea istriana ed è stata istituita dal Sabor con la legge del 23 settembre 2005 e ci sono celebrazioni ufficiali a Pisino e in tutta la Regione istriana.